# 红苞茅
红苞茅（学名：Hyparrhenia rufa）为禾本科苞茅属下的一个种。